# Eerste Divisie 2024-25
La Eerste Divisie 2024-25 fue la sexagésima novena edición de la segunda máxima competición futbolística de los Países Bajos.
Un total de 20 equipos participaron en la competición, incluyendo 17 equipos de la temporada anterior y 3 provenientes de la Eredivisie 2023-24.

## Sistema de competición
La competición constó de un grupo único integrado por veinte clubes de toda la geografía neerlandesa. Siguiendo un sistema de liga, los veinte equipos se enfrentaron todos contra todos en dos ocasiones, una en campo propio y otra en campo contrario, sumando un total de 38 jornadas. El orden de los encuentros se decidió por sorteo antes de empezar la competición y la clasificación final se establece teniendo en cuenta los puntos obtenidos en cada enfrentamiento, a razón de tres por partido ganado, uno por empate y ninguno en caso de derrota.
Los dos mejores equipos ascendieron directamente a la siguiente temporada de la Eredivisie. Mientras que los equipos ubicados entre la tercera y octava posición clasificaron a los play-offs de ascenso. En esta división no existe el descenso a una categoría inferior debido a que se trata de la última categoría profesional del fútbol de los Países Bajos.
La temporada regular fue dividida en cuatro periodos de nueve o diez jornadas, los cuales no tuvieron un efecto directo en la clasificación ni el calendario establecidos a inicio de temporada, sin embargo, si un equipo fue ganador de uno de los cuatro periodos y quedó fuera de las posiciones de ascenso o play-off, este consiguió una plaza en la fase de las eliminatorias de promoción a la Eredivisie.
En los play-offs los seis equipos clasificados de la Eerste Divisie fueron colocados en tres llaves eliminatorias siendo ordenados de mayor a menor puntuación, los tres ganadores avanzaron a las semifinales en donde fueron integrados junto al decimosexto clasificado de la Eredivisie, jugando otras llaves eliminatorias para clasificar a la final, en donde se determinó la última plaza para ambas categorías.

## Relevos
| Pos. | Ascendidos a Eredivisie |
| ---- | ----------------------- |
| 1.º  | Willem II               |
| 2.º  | Groningen               |
| 8.º  | NAC Breda               |

| Pos. | Descendidos de Eredivisie |
| ---- | ------------------------- |
| 16.º | Excelsior                 |
| 17.º | Volendam                  |
| 18.º | Vitesse                   |

## Información
| Equipo         | Ciudad     | Entrenador         | Capitán          | Estadio                    | Capacidad | Patrocinador  |
| -------------- | ---------- | ------------------ | ---------------- | -------------------------- | --------- | ------------- |
| ADO Den Haag   | La Haya    | Darije Kalezić     | [[]]             | Cars Jeans Stadion         | 15 000    | Erreà         |
| Cambuur        | Leeuwarden | Henk de Jong       | [[]]             | Cambuur Stadion            | 10 500    | Adidas        |
| De Graafschap  | Doetinchem | Marinus Dijkhuizen | [[]]             | Stadion De Vijverberg      | 12 600    | Robey         |
| Den Bosch      | Bolduque   | Ulrich Landvreugd  | [[]]             | Stadion De Vliert          | 8 713     | Robey         |
| Dordrecht      | Dordrecht  | Melvin Boel        | [[]]             | Stadion Krommedijk         | 4 235     | Capelli Sport |
| Eindhoven      | Eindhoven  | Maurice Verberne   | [[]]             | Estadio Jan Louwers        | 4 600     | Macron        |
| Emmen          | Emmen      | Alfons Arts INT    | [[]]             | De Oude Meerdijk Stadion   | 8 600     | Hummel        |
| Excelsior      | Róterdam   | Ruben den Uil      | Stijn van Gassel | Van Donge & De Roo Stadion | 4 500     | Quick         |
| Helmond Sport  | Helmond    | Robert Maaskant    | [[]]             | Stadion De Braak           | 4 100     | Saller        |
| Jong Ajax      | Ámsterdam  | Frank Peereboom    | [[]]             | Sportpark De Toekomst      | 2 050     | Adidas        |
| Jong AZ        | Alkmaar    | Lee-Roy Echteld    | [[]]             | AFAS Trainingscomplex      | 200       | Nike          |
| Jong PSV       | Eindhoven  | Wil Boessen        | [[]]             | PSV Campus De Herdgang     | 2 500     | Puma          |
| Jong Utrecht   | Utrecht    | Ivar van Dinteren  | [[]]             | Sportcomplex Zoudenbalch   | 550       | Castore       |
| MVV Maastricht | Maastricht | Edwin Hermans      | [[]]             | Stadion De Geusselt        | 10 000    | Nike          |
| Oss            | Oss        | Sjors Ultee        | [[]]             | Frans Heesen Stadion       | 4 560     | Saller        |
| Roda JC        | Kerkrade   | Bas Sibum          | [[]]             | Parkstad Limburg Stadion   | 19 979    | Legea         |
| Telstar        | IJmuiden   | Anthony Correia    | [[]]             | BUKO Stadion               | 3 060     | Robey         |
| VVV-Venlo      | Venlo      | John Lammers       | [[]]             | Stadion De Koel            | 8 000     | Craft         |
| Vitesse        | Arnhem     | John van den Brom  | Matúš Bero       | Gelredome                  | 21 248    | Nike          |
| Volendam       | Volendam   | Rick Kruys         | Carel Eiting     | Kras Stadion               | 7 384     | Robey         |

### Cambios de entrenadores
| Equipo        | Entrenador (Jornadas)     | Fecha de vacante        | Tipo de salida | Posición en la tabla | Entrenador entrante | Fecha de nombramiento   |
| ------------- | ------------------------- | ----------------------- | -------------- | -------------------- | ------------------- | ----------------------- |
| Den Bosch     | David Nascimento (1 - 14) | 11 de noviembre de 2024 | Despedido      | 5.º                  | Ulrich Landvreugd   | 11 de noviembre de 2024 |
| De Graafschap | Jan Vreman (1 - 20)       | 4 de enero de 2025      | Despedido      | 5.º                  | Marinus Dijkhuizen  | 6 de enero de 2025      |
| Emmen         | Robin Peter (1 - 22)      | 23 de enero de 2025     | Despedido      | 9.º                  | Alfons Arts INT     | 23 de enero de 2025     |
| Helmond Sport | Kevin Hofland (1 - 24)    | 3 de febrero de 2025    | Despedido      | 10.º                 | Robert Maaskant     | 11 de febrero de 2025   |

## Localización
| Región                 | N.º | Equipos                                             |
| ---------------------- | --- | --------------------------------------------------- |
| Brabante Septentrional | 5   | Den Bosch, Eindhoven, Helmond Sport, Jong PSV y Oss |
| Holanda Septentrional  | 4   | Jong Ajax, Jong AZ, Telstar y Volendam              |
| Holanda Meridional     | 3   | ADO Den Haag, Dordrecht y Excelsior                 |
| Limburgo               | 3   | MVV Maastricht, Roda JC y VVV-Venlo                 |
| Güeldres               | 2   | De Graafschap y Vitesse                             |
| Drente                 | 1   | Emmen                                               |
| Frisia                 | 1   | Cambuur                                             |
| Utrecht                | 1   | Jong Utrecht                                        |

## Desarrollo

### Clasificación
| Pos. | Equipo          | Pts. | PJ | G  | E  | P  | GF | GC | Dif. | Clasificación 2024-25                                  |
| ---- | --------------- | ---- | -- | -- | -- | -- | -- | -- | ---- | ------------------------------------------------------ |
| 1    | Volendam (A, C) | 82   | 38 | 26 | 4  | 8  | 87 | 48 | +39  | Ascenso a la Eredivisie                                |
| 2    | Excelsior (A)   | 74   | 38 | 22 | 8  | 8  | 74 | 38 | +36  | Ascenso a la Eredivisie                                |
| 3    | Cambuur         | 71   | 38 | 22 | 5  | 11 | 63 | 42 | +21  | Play-offs de ascenso                                   |
| 4    | ADO Den Haag    | 70   | 38 | 20 | 10 | 8  | 69 | 47 | +22  | Play-offs de ascenso                                   |
| 5    | Dordrecht       | 68   | 38 | 20 | 8  | 10 | 69 | 46 | +23  | Play-offs de ascenso                                   |
| 6    | De Graafschap   | 65   | 38 | 19 | 8  | 11 | 73 | 50 | +23  | Play-offs de ascenso                                   |
| 7    | Telstar (A)     | 61   | 38 | 17 | 10 | 11 | 69 | 47 | +22  | Play-offs de ascenso                                   |
| 8    | Emmen           | 56   | 38 | 17 | 5  | 16 | 56 | 53 | +3   |                                                        |
| 9    | Den Bosch       | 55   | 38 | 15 | 10 | 13 | 53 | 48 | +5   | Play-offs de ascenso                                   |
| 10   | Jong AZ         | 52   | 38 | 14 | 10 | 14 | 69 | 63 | +6   |                                                        |
| 11   | Eindhoven       | 51   | 38 | 14 | 9  | 15 | 58 | 64 | −6   |                                                        |
| 12   | Roda JC         | 49   | 38 | 13 | 10 | 15 | 49 | 57 | −8   |                                                        |
| 13   | Helmond Sport   | 46   | 38 | 12 | 10 | 16 | 53 | 61 | −8   |                                                        |
| 14   | VVV-Venlo       | 41   | 38 | 11 | 8  | 19 | 44 | 69 | −25  |                                                        |
| 15   | MVV Maastricht  | 40   | 38 | 10 | 10 | 18 | 52 | 59 | −7   |                                                        |
| 16   | Oss             | 38   | 38 | 8  | 14 | 16 | 31 | 61 | −30  |                                                        |
| 17   | Jong Ajax       | 36   | 38 | 9  | 9  | 20 | 37 | 52 | −15  |                                                        |
| 18   | Jong PSV        | 30   | 38 | 8  | 6  | 24 | 55 | 86 | −31  |                                                        |
| 19   | Jong Utrecht    | 23   | 38 | 4  | 11 | 23 | 31 | 82 | −51  |                                                        |
| 20   | Vitesse         | 5    | 38 | 11 | 11 | 16 | 54 | 73 | −19  | Exclusión de la próxima temporada de la Eerste Divisie |

Actualizado a los partidos jugados el 9 de mayo de 2025.
 Fuente: Eerste Divisie
Criterios de clasificación: Puntos · Diferencia de goles · Goles a favor · Enfrentamientos directos · Diferencia de goles en enfrentamientos directos
Notas:
1. ↑  Ganador del segundo periodo (jornadas 10-19)
2. ↑  Ganador del cuarto periodo (jornadas 30-38)
3. ↑  Ganador del tercer periodo (jornadas 20-29)
4. ↑  El Den Bosch se clasificó a los play-offs de ascenso a la Eredivisie al ser el ganador del primer periodo (jornadas 1-9) de los cuatro en los que se divide la fase regular. Si un equipo gana uno de los cuatro periodos y queda fuera de los puestos de clasificación a play-off, ocupará una plaza para esa ronda, dejando fuera al octavo clasificado de la tabla general de la temporada.
5. 1 2 3 4  Los equipos filiales no son elegibles para el ascenso.
6. ↑  En septiembre el Vitesse fue penalizado con seis puntos por incumplir el reglamento de licencias de la KNVB.[16] Posteriormente, a finales de noviembre la sanción se incrementó en otros 21 puntos al descubrirse más irregularidades en el club.[17] En abril de 2025 el equipo recibió otra sanción de tres puntos por retener información relativa a la adquisición del club, y otros seis por infracciones anteriores, sumando un total de 39 puntos de penalización.[18] El 31 de julio de 2025 el Vitesse perdió su status como club profesional, por lo que no podrá tomar parte de la temporada siguiente de la Eerste Divisie.[19]

### Evolución de la clasificación
| Equipo         | 01 | 02 | 03 | 04 | 05 | 06 | 07 | 08 | 09 | 10 | 11 | 12 | 13 | 14 | 15 | 16 | 17 | 18 | 19 | 20 | 21  | 22  | 23  | 24  | 25  | 26   | 27   | 28  | 29  | 30  | 31  | 32  | 33 | 34 | 35 | 36 | 37 | 38 |
| Equipo         |    |    |    |    |    |    |    |    |    |    |    |    |    |    |    |    |    |    |    |    |     |     |     |     |     |      |      |     |     |     |     |     |    |    |    |    |    |    |
| -------------- | -- | -- | -- | -- | -- | -- | -- | -- | -- | -- | -- | -- | -- | -- | -- | -- | -- | -- | -- | -- | --- | --- | --- | --- | --- | ---- | ---- | --- | --- | --- | --- | --- | -- | -- | -- | -- | -- | -- |
| Volendam       | 14 | 20 | 20 | 16 | 16 | 13 | 9  | 11 | 7  | 5  | 5  | 5  | 5  | 4  | 3  | 2  | 2  | 2  | 2  | 1  | 1   | 1   | 1   | 1   | 1   | 1    | 1    | 1   | 1   | 1   | 1   | 1   | 1  | 1  | 1  | 1  | 1  | 1  |
| Excelsior      | 18 | 7  | 9  | 2  | 2  | 2  | 2  | 1  | 3  | 2  | 2  | 3  | 2  | 1  | 1  | 1  | 1  | 1  | 1  | 2  | 2   | 2   | 2   | 2   | 2   | 3    | 3    | 4   | 5   | 4   | 3   | 3   | 2  | 2  | 2  | 2  | 2  | 2  |
| Cambuur        | 7  | 10 | 15 | 17 | 17 | 19 | 14 | 17 | 15 | 11 | 12 | 9  | 9  | 8  | 10 | 9  | 9  | 9  | 5  | 6  | 6*  | 3   | 5   | 5   | 3   | 5    | 5    | 5   | 6   | 6   | 5   | 4   | 5  | 5  | 5  | 5  | 3  | 3  |
| ADO Den Haag   | 12 | 14 | 6  | 14 | 14 | 16 | 15 | 14 | 13 | 13 | 9  | 11 | 10 | 9  | 11 | 10 | 10 | 10 | 10 | 8  | 8*  | 5*  | 8*  | 6   | 5   | 4    | 4    | 3   | 2   | 2   | 2   | 2   | 3  | 3  | 3  | 3  | 4  | 4  |
| Dordrecht      | 6  | 4  | 14 | 7  | 7  | 12 | 11 | 7  | 6  | 6  | 6  | 6  | 6  | 6  | 7  | 7  | 6  | 4  | 3  | 3  | 3   | 4   | 3   | 4   | 4   | 2    | 2    | 2   | 3   | 3   | 4   | 5   | 4  | 4  | 4  | 4  | 5  | 5  |
| De Graafschap  | 4  | 12 | 13 | 4  | 4  | 4  | 6  | 4  | 4  | 4  | 4  | 4  | 4  | 3  | 6  | 5  | 3  | 3  | 6  | 5  | 5*  | 6*  | 6*  | 7   | 7   | 7    | 6    | 6   | 6   | 5   | 6   | 6   | 6  | 6  | 6  | 6  | 6  | 6  |
| Telstar        | 5  | 13 | 4  | 9  | 9  | 5  | 7  | 6  | 8  | 9  | 8  | 7  | 8  | 11 | 9  | 11 | 11 | 12 | 11 | 11 | 11  | 11  | 11  | 11  | 11  | 8    | 10   | 8   | 7   | 7   | 7   | 7   | 8  | 8  | 7  | 7  | 7  | 7  |
| Emmen          | 16 | 9  | 12 | 8  | 8  | 11 | 13 | 9  | 10 | 8  | 7  | 8  | 7  | 7  | 5  | 3  | 4  | 5  | 4  | 7  | 7*  | 9*  | 10* | 9*  | 9*  | 11*  | 8    | 9   | 11  | 9   | 8   | 8   | 7  | 7  | 8  | 8  | 8  | 8  |
| Den Bosch      | 19 | 6  | 8  | 3  | 3  | 3  | 1  | 2  | 1  | 3  | 3  | 2  | 3  | 5  | 4  | 6  | 7  | 8  | 8  | 4  | 4*  | 7*  | 4   | 3   | 6   | 6    | 7    | 7   | 8   | 8   | 9   | 9   | 9  | 9  | 9  | 9  | 9  | 9  |
| Jong AZ        | 1  | 11 | 3  | 6  | 6  | 6  | 8  | 10 | 12 | 10 | 11 | 14 | 14 | 12 | 13 | 13 | 14 | 16 | 15 | 14 | 13  | 14  | 14  | 14  | 14  | 14*  | 14*  | 15* | 13* | 13* | 13* | 13* | 12 | 13 | 12 | 12 | 10 | 10 |
| Eindhoven      | 3  | 1  | 2  | 5  | 5  | 10 | 5  | 5  | 5  | 7  | 10 | 12 | 12 | 14 | 15 | 12 | 12 | 11 | 12 | 12 | 12  | 12  | 12  | 12  | 12  | 12   | 12   | 12  | 12  | 12  | 12  | 12  | 13 | 11 | 13 | 11 | 12 | 11 |
| Roda JC        | 20 | 19 | 19 | 20 | 20 | 17 | 12 | 12 | 9  | 12 | 13 | 10 | 11 | 10 | 8  | 8  | 8  | 7  | 9  | 10 | 10* | 8   | 7   | 8   | 8   | 9    | 11   | 10  | 9   | 11  | 10  | 10  | 11 | 10 | 10 | 10 | 11 | 12 |
| Helmond        | 13 | 5  | 7  | 1  | 1  | 1  | 3  | 3  | 2  | 1  | 1  | 1  | 1  | 2  | 2  | 4  | 5  | 6  | 7  | 9  | 9*  | 10* | 9*  | 10* | 10* | 10*  | 9    | 11  | 10  | 10  | 11  | 11  | 10 | 12 | 11 | 13 | 13 | 13 |
| VVV-Venlo      | 11 | 16 | 16 | 19 | 19 | 18 | 18 | 15 | 17 | 17 | 18 | 18 | 18 | 18 | 18 | 18 | 18 | 18 | 18 | 18 | 18  | 17  | 15  | 16  | 16  | 17*  | 17*  | 17* | 16* | 16* | 16* | 15* | 15 | 14 | 14 | 14 | 14 | 14 |
| MVV Maastricht | 17 | 17 | 17 | 13 | 13 | 15 | 17 | 18 | 16 | 16 | 16 | 17 | 17 | 17 | 16 | 16 | 13 | 13 | 14 | 13 | 15  | 13  | 13  | 13  | 13  | 13   | 13   | 13  | 14  | 14  | 14  | 14  | 14 | 15 | 15 | 15 | 15 | 15 |
| Oss            | 2  | 3  | 1  | 10 | 10 | 14 | 16 | 16 | 18 | 18 | 17 | 16 | 15 | 13 | 14 | 15 | 15 | 14 | 13 | 15 | 14  | 15  | 16  | 15  | 17  | 16   | 16   | 16  | 17  | 17  | 17  | 17  | 16 | 16 | 16 | 16 | 16 | 16 |
| Jong Ajax      | 8  | 15 | 5  | 11 | 11 | 9  | 10 | 13 | 14 | 14 | 14 | 15 | 16 | 16 | 17 | 17 | 17 | 15 | 16 | 16 | 16  | 16  | 17  | 17* | 15* | 15*  | 15*  | 14  | 15  | 15  | 15  | 16  | 17 | 17 | 17 | 17 | 17 | 17 |
| Jong PSV       | 9  | 2  | 10 | 15 | 15 | 8  | 4  | 8  | 11 | 15 | 15 | 13 | 13 | 15 | 12 | 14 | 16 | 17 | 17 | 17 | 17  | 18  | 18  | 18  | 18  | 18*  | 18*  | 18* | 18* | 18* | 18* | 18* | 18 | 18 | 18 | 18 | 18 | 18 |
| Jong Utrecht   | 10 | 18 | 18 | 18 | 18 | 20 | 20 | 20 | 20 | 20 | 20 | 20 | 19 | 19 | 19 | 19 | 19 | 19 | 19 | 19 | 19* | 19* | 19  | 19* | 19* | 19** | 19** | 19* | 19* | 19* | 19* | 19* | 19 | 19 | 19 | 19 | 19 | 19 |
| Vitesse        | 15 | 8  | 11 | 12 | 12 | 7  | 19 | 19 | 19 | 19 | 19 | 19 | 20 | 20 | 20 | 20 | 20 | 20 | 20 | 20 | 20  | 20  | 20  | 20  | 20  | 20   | 20   | 20  | 20  | 20  | 20  | 20  | 20 | 20 | 20 | 20 | 20 | 20 |

(*) Indica la posición del equipo con un partido pendiente
(**) Indica la posición del equipo con dos partidos pendientes

## Resultados

### Primera vuelta
| Maastricht    | 0 – 1 | Cambuur      | Stadion De Geusselt      | 9 de agosto  | 20:00 |
| Eindhoven     | 2 – 0 | Den Bosch    | Estadio Jan Louwers      | 9 de agosto  | 20:00 |
| Oss           | 3 – 1 | Excelsior    | Frans Heesen Stadion     | 9 de agosto  | 20:00 |
| Emmen         | 1 – 2 | Dordrecht    | De Oude Meerdijk Stadion | 9 de agosto  | 20:00 |
| Vitesse       | 2 – 3 | Telstar      | Gelredome                | 9 de agosto  | 20:00 |
| Helmond Sport | 1 – 1 | Jong Utrecht | Stadion De Braak         | 9 de agosto  | 20:00 |
| ADO Den Haag  | 1 – 1 | VVV-Venlo    | Cars Jeans Stadion       | 10 de agosto | 16:30 |
| De Graafschap | 4 – 3 | Volendam     | Stadion De Vijverberg    | 11 de agosto | 16:45 |
| Jong AZ       | 6 – 1 | Roda JC      | AFAS Trainingscomplex    | 12 de agosto | 20:00 |
| Jong PSV      | 2 – 2 | Jong Ajax    | PSV Campus De Herdgang   | 12 de agosto | 20:00 |

| Excelsior    | 3 – 1 | De Graafschap | Van Donge & De Roo Stadion | 16 de agosto | 20:00 |
| Den Bosch    | 6 – 0 | Jong AZ       | Stadion De Vliert          | 16 de agosto | 20:00 |
| Jong Utrecht | 0 – 2 | Jong PSV      | Sportcomplex Zoudenbalch   | 16 de agosto | 20:00 |
| Roda JC      | 0 – 0 | Oss           | Parkstad Limburg Stadion   | 16 de agosto | 20:00 |
| Telstar      | 0 – 3 | Eindhoven     | BUKO Stadion               | 16 de agosto | 20:00 |
| VVV-Venlo    | 0 – 1 | Vitesse       | Stadion De Koel            | 16 de agosto | 20:00 |
| Dordrecht    | 1 – 1 | ADO Den Haag  | Stadion Krommedijk         | 17 de agosto | 16:30 |
| Cambuur      | 0 – 1 | Helmond Sport | Cambuur Stadion            | 18 de agosto | 12:15 |
| Volendam     | 0 – 1 | Emmen         | Kras Stadion               | 18 de agosto | 16:45 |
| Jong Ajax    | 0 – 0 | Maastricht    | Sportpark De Toekomst      | 19 de agosto | 20:00 |

| ADO Den Haag  | 2 – 3 | Volendam      | Cars Jeans Stadion       | 23 de agosto | 20:00 |
| De Graafschap | 2 – 2 | Jong Utrecht  | Stadion De Vijverberg    | 23 de agosto | 20:00 |
| Den Bosch     | 1 – 1 | Maastricht    | Stadion De Vliert        | 23 de agosto | 20:00 |
| Emmen         | 0 – 0 | Helmond Sport | De Oude Meerdijk Stadion | 23 de agosto | 20:00 |
| Oss           | 1 – 0 | Cambuur       | Frans Heesen Stadion     | 23 de agosto | 20:00 |
| Eindhoven     | 0 – 3 | Jong Ajax     | Estadio Jan Louwers      | 24 de agosto | 16:30 |
| Vitesse       | 1 – 1 | Excelsior     | Gelredome                | 25 de agosto | 12:15 |
| VVV-Venlo     | 1 – 1 | Roda JC       | Stadion De Koel          | 25 de agosto | 16:45 |
| Jong AZ       | 3 – 1 | Dordrecht     | AFAS Trainingscomplex    | 26 de agosto | 20:00 |
| Jong PSV      | 0 – 2 | Telstar       | PSV Campus De Herdgang   | 26 de agosto | 20:00 |

| ADO Den Haag  | 0 – 5 | Excelsior     | Cars Jeans Stadion       | 30 de agosto    | 20:00 |
| Dordrecht     | 2 – 0 | Cambuur       | Stadion Krommedijk       | 30 de agosto    | 20:00 |
| Helmond Sport | 3 – 0 | VVV-Venlo     | Stadion De Braak         | 30 de agosto    | 20:00 |
| Jong Ajax     | 1 – 2 | Den Bosch     | Sportpark De Toekomst    | 30 de agosto    | 20:00 |
| Jong Utrecht  | 1 – 2 | Emmen         | Sportcomplex Zoudenbalch | 30 de agosto    | 20:00 |
| Maastricht    | 3 – 2 | Jong PSV      | Stadion De Geusselt      | 30 de agosto    | 20:00 |
| Telstar       | 0 – 0 | Jong AZ       | BUKO Stadion             | 30 de agosto    | 20:00 |
| Vitesse       | 1 – 1 | Eindhoven     | Gelredome                | 30 de agosto    | 20:00 |
| Volendam      | 4 – 0 | Oss           | Kras Stadion             | 31 de agosto    | 16:30 |
| Roda JC       | 1 – 4 | De Graafschap | Parkstad Limburg Stadion | 1 de septiembre | 16:45 |

| De Graafschap | 2 – 0 | Eindhoven    | Stadion De Vijverberg      | 6 de septiembre  | 20:00 |
| Telstar       | 4 – 0 | Maastricht   | BUKO Stadion               | 8 de septiembre  | 14:30 |
| Excelsior     | 4 – 0 | VVV-Venlo    | Van Donge & De Roo Stadion | 16 de septiembre | 20:00 |
| Emmen         | 3 – 3 | Vitesse      | De Oude Meerdijk Stadion   | 16 de septiembre | 20:00 |
| Helmond Sport | 1 – 0 | Oss          | Stadion De Braak           | 16 de septiembre | 20:00 |
| Jong Utrecht  | 0 – 3 | Den Bosch    | Sportcomplex Zoudenbalch   | 16 de septiembre | 20:00 |
| Jong PSV      | 2 – 2 | ADO Den Haag | PSV Campus De Herdgang     | 16 de septiembre | 20:00 |
| Cambuur       | 0 – 0 | Roda JC      | Cambuur Stadion            | 16 de septiembre | 20:00 |
| Volendam      | 2 – 0 | Dordrecht    | Kras Stadion               | 17 de septiembre | 20:00 |
| Jong Ajax     | 1 – 2 | Jong AZ      | Sportpark De Toekomst      | 17 de septiembre | 20:00 |

| De Graafschap | 2 – 3 | Helmond Sport | Stadion De Vijverberg      | 13 de septiembre | 20:00 |
| Excelsior     | 3 – 2 | Telstar       | Van Donge & De Roo Stadion | 13 de septiembre | 20:00 |
| Den Bosch     | 2 – 0 | ADO Den Haag  | Stadion De Vliert          | 13 de septiembre | 20:00 |
| Eindhoven     | 0 – 0 | Dordrecht     | Estadio Jan Louwers        | 13 de septiembre | 20:00 |
| Emmen         | 1 – 3 | Roda JC       | De Oude Meerdijk Stadion   | 13 de septiembre | 20:00 |
| Jong AZ       | 0 – 1 | Vitesse       | AFAS Trainingscomplex      | 13 de septiembre | 20:00 |
| Maastricht    | 2 – 2 | Volendam      | Stadion De Geusselt        | 13 de septiembre | 20:00 |
| Cambuur       | 0 – 1 | Jong Ajax     | Cambuur Stadion            | 13 de septiembre | 20:00 |
| Oss           | 0 – 3 | Jong PSV      | Frans Heesen Stadion       | 13 de septiembre | 20:00 |
| VVV-Venlo     | 3 – 2 | Jong Utrecht  | Stadion De Koel            | 13 de septiembre | 20:00 |

| ADO Den Haag  | 1 – 1 | Telstar       | Cars Jeans Stadion       | 20 de septiembre | 20:00 |
| Den Bosch     | 1 – 0 | Emmen         | Stadion De Vliert        | 20 de septiembre | 20:00 |
| Dordrecht     | 2 – 2 | Excelsior     | Stadion Krommedijk       | 20 de septiembre | 20:00 |
| Helmond Sport | 2 – 3 | Volendam      | Stadion De Braak         | 20 de septiembre | 20:00 |
| VVV-Venlo     | 0 – 2 | Jong PSV      | Stadion De Koel          | 20 de septiembre | 20:00 |
| Roda JC       | 1 – 0 | Maastricht    | Parkstad Limburg Stadion | 21 de septiembre | 16:30 |
| Vitesse       | 2 – 2 | Jong Ajax     | Gelredome                | 21 de septiembre | 18:45 |
| Oss           | 0 – 4 | Eindhoven     | Frans Heesen Stadion     | 22 de septiembre | 16:45 |
| Jong AZ       | 2 – 2 | De Graafschap | AFAS Trainingscomplex    | 23 de septiembre | 20:00 |
| Jong Utrecht  | 0 – 4 | Cambuur       | Sportcomplex Zoudenbalch | 23 de septiembre | 20:00 |

| ADO Den Haag  | 1 – 1 | Jong Utrecht  | Cars Jeans Stadion         | 27 de septiembre | 20:00 |
| Excelsior     | 4 – 2 | Jong AZ       | Van Donge & De Roo Stadion | 27 de septiembre | 20:00 |
| Eindhoven     | 0 – 0 | Roda JC       | Estadio Jan Louwers        | 27 de septiembre | 20:00 |
| Volendam      | 2 – 4 | VVV-Venlo     | Kras Stadion               | 27 de septiembre | 20:00 |
| Maastricht    | 2 – 2 | Oss           | Stadion De Geusselt        | 27 de septiembre | 20:00 |
| Telstar       | 0 – 0 | Den Bosch     | BUKO Stadion               | 28 de septiembre | 16:30 |
| De Graafschap | 3 – 1 | Vitesse       | Stadion De Vijverberg      | 29 de septiembre | 14:30 |
| Cambuur       | 1 – 3 | Emmen         | Cambuur Stadion            | 29 de septiembre | 16:45 |
| Jong Ajax     | 0 – 1 | Dordrecht     | Sportpark De Toekomst      | 30 de septiembre | 20:00 |
| Jong PSV      | 1 – 3 | Helmond Sport | PSV Campus De Herdgang     | 30 de septiembre | 20:00 |

| Den Bosch     | 2 – 2 | De Graafschap | Stadion De Vliert        | 4 de octubre | 20:00 |
| Dordrecht     | 2 – 0 | Jong PSV      | Stadion Krommedijk       | 4 de octubre | 20:00 |
| Emmen         | 1 – 1 | Maastricht    | De Oude Meerdijk Stadion | 4 de octubre | 20:00 |
| Helmond Sport | 1 – 1 | Jong Ajax     | Stadion De Braak         | 4 de octubre | 20:00 |
| Jong AZ       | 2 – 3 | Eindhoven     | AFAS Trainingscomplex    | 4 de octubre | 20:00 |
| Jong Utrecht  | 1 – 1 | Telstar       | Sportcomplex Zoudenbalch | 4 de octubre | 20:00 |
| Roda JC       | 3 – 0 | Excelsior     | Parkstad Limburg Stadion | 4 de octubre | 20:00 |
| Oss           | 1 – 5 | ADO Den Haag  | Frans Heesen Stadion     | 4 de octubre | 20:00 |
| Vitesse       | 1 – 2 | Volendam      | Gelredome                | 4 de octubre | 20:00 |
| VVV-Venlo     | 0 – 1 | Cambuur       | Stadion De Koel          | 4 de octubre | 20:00 |

| Telstar       | 2 – 2 | De Graafschap | BUKO Stadion             | 12 de octubre | 20:00 |
| Maastricht    | 2 – 0 | VVV-Venlo     | Stadion De Geusselt      | 13 de octubre | 14:30 |
| Helmond Sport | 2 – 1 | Roda JC       | Stadion De Braak         | 21 de octubre | 20:00 |
| Jong Ajax     | 0 – 0 | ADO Den Haag  | Sportpark De Toekomst    | 21 de octubre | 20:00 |
| Jong PSV      | 1 – 3 | Excelsior     | PSV Campus De Herdgang   | 21 de octubre | 20:00 |
| Cambuur       | 2 – 0 | Eindhoven     | Cambuur Stadion          | 21 de octubre | 20:00 |
| Dordrecht     | 2 – 2 | Vitesse       | Stadion Krommedijk       | 22 de octubre | 20:00 |
| Emmen         | 2 – 0 | Oss           | De Oude Meerdijk Stadion | 22 de octubre | 20:00 |
| Volendam      | 3 – 2 | Den Bosch     | Kras Stadion             | 22 de octubre | 20:00 |
| Jong Utrecht  | 0 – 1 | Jong AZ       | Sportcomplex Zoudenbalch | 22 de octubre | 20:00 |

| ADO Den Haag  | 3 – 0 | Roda JC       | Cars Jeans Stadion         | 18 de octubre | 20:00 |
| De Graafschap | 3 – 1 | Jong PSV      | Stadion De Vijverberg      | 18 de octubre | 20:00 |
| Excelsior     | 3 – 2 | Maastricht    | Van Donge & De Roo Stadion | 18 de octubre | 20:00 |
| Den Bosch     | 4 – 2 | Vitesse       | Stadion De Vliert          | 18 de octubre | 20:00 |
| Eindhoven     | 0 – 3 | Emmen         | Estadio Jan Louwers        | 18 de octubre | 20:00 |
| Jong Ajax     | 0 – 0 | Jong Utrecht  | Sportpark De Toekomst      | 18 de octubre | 20:00 |
| Jong AZ       | 2 – 3 | Helmond Sport | AFAS Trainingscomplex      | 18 de octubre | 20:00 |
| Cambuur       | 1 – 2 | Volendam      | Cambuur Stadion            | 18 de octubre | 20:00 |
| Oss           | 1 – 1 | Telstar       | Frans Heesen Stadion       | 18 de octubre | 20:00 |
| VVV-Venlo     | 2 – 3 | Dordrecht     | Stadion De Koel            | 18 de octubre | 20:00 |

| ADO Den Haag | 1 – 2 | De Graafschap | Cars Jeans Stadion         | 25 de octubre | 20:00 |
| Dordrecht    | 3 – 1 | Jong Utrecht  | Stadion Krommedijk         | 25 de octubre | 20:00 |
| Volendam     | 4 – 1 | Eindhoven     | Kras Stadion               | 25 de octubre | 20:00 |
| Roda JC      | 2 – 1 | Jong Ajax     | Parkstad Limburg Stadion   | 25 de octubre | 20:00 |
| Oss          | 2 – 1 | Jong AZ       | Frans Heesen Stadion       | 25 de octubre | 20:00 |
| Vitesse      | 1 – 3 | Jong PSV      | Gelredome                  | 25 de octubre | 20:00 |
| VVV-Venlo    | 1 – 2 | Den Bosch     | Stadion De Koel            | 25 de octubre | 20:00 |
| Excelsior    | 0 – 1 | Cambuur       | Van Donge & De Roo Stadion | 26 de octubre | 16:30 |
| Emmen        | 0 – 1 | Telstar       | De Oude Meerdijk Stadion   | 27 de octubre | 12:15 |
| Maastricht   | 1 – 2 | Helmond Sport | Stadion De Geusselt        | 27 de octubre | 16:45 |

| De Graafschap | 4 – 1 | Dordrecht    | Stadion De Vijverberg    | 1 de noviembre | 20:00 |
| Eindhoven     | 0 – 4 | ADO Den Haag | Estadio Jan Louwers      | 1 de noviembre | 20:00 |
| Jong Ajax     | 0 – 1 | VVV-Venlo    | Sportpark De Toekomst    | 1 de noviembre | 20:00 |
| Jong AZ       | 2 – 3 | Cambuur      | AFAS Trainingscomplex    | 1 de noviembre | 20:00 |
| Vitesse       | 0 – 0 | Oss          | Gelredome                | 2 de noviembre | 14:30 |
| Den Bosch     | 1 – 1 | Roda JC      | Stadion De Vliert        | 2 de noviembre | 16:30 |
| Telstar       | 2 – 2 | Volendam     | BUKO Stadion             | 3 de noviembre | 14:30 |
| Helmond Sport | 0 – 1 | Excelsior    | Stadion De Braak         | 3 de noviembre | 16:45 |
| Jong Utrecht  | 4 – 3 | Maastricht   | Sportcomplex Zoudenbalch | 4 de noviembre | 20:00 |
| Jong PSV      | 2 – 3 | Emmen        | PSV Campus De Herdgang   | 4 de noviembre | 20:00 |

| ADO Den Haag | 2 – 0 | Vitesse       | Cars Jeans Stadion         | 8 de noviembre  | 20:00 |
| Excelsior    | 2 – 0 | Eindhoven     | Van Donge & De Roo Stadion | 8 de noviembre  | 20:00 |
| Emmen        | 4 – 2 | Jong Ajax     | De Oude Meerdijk Stadion   | 8 de noviembre  | 20:00 |
| Volendam     | 2 – 0 | Jong Utrecht  | Kras Stadion               | 8 de noviembre  | 20:00 |
| Maastricht   | 0 – 0 | De Graafschap | Stadion De Geusselt        | 8 de noviembre  | 20:00 |
| Cambuur      | 1 – 0 | Jong PSV      | Cambuur Stadion            | 8 de noviembre  | 20:00 |
| Oss          | 1 – 0 | Den Bosch     | Frans Heesen Stadion       | 8 de noviembre  | 20:00 |
| VVV-Venlo    | 0 – 1 | Jong AZ       | Stadion De Koel            | 8 de noviembre  | 20:00 |
| Roda JC      | 1 – 0 | Telstar       | Parkstad Limburg Stadion   | 9 de noviembre  | 16:30 |
| Dordrecht    | 4 – 0 | Helmond Sport | Stadion Krommedijk         | 10 de noviembre | 16:45 |

| Telstar       | 4 – 0 | VVV-Venlo     | BUKO Stadion             | 15 de noviembre | 20:00 |
| Eindhoven     | 1 – 1 | Maastricht    | Estadio Jan Louwers      | 17 de noviembre | 14:30 |
| Dordrecht     | 2 – 2 | Oss           | Stadion Krommedijk       | 25 de noviembre | 20:00 |
| Emmen         | 3 – 0 | De Graafschap | De Oude Meerdijk Stadion | 25 de noviembre | 20:00 |
| Volendam      | 3 – 0 | Jong Ajax     | Kras Stadion             | 25 de noviembre | 20:00 |
| Helmond Sport | 2 – 1 | ADO Den Haag  | Stadion De Braak         | 25 de noviembre | 20:00 |
| Jong PSV      | 2 – 1 | Jong AZ       | PSV Campus De Herdgang   | 25 de noviembre | 20:00 |
| Jong Utrecht  | 0 – 0 | Excelsior     | Sportcomplex Zoudenbalch | 26 de noviembre | 20:00 |
| Roda JC       | 3 – 0 | Vitesse       | Parkstad Limburg Stadion | 26 de noviembre | 20:00 |
| Cambuur       | 1 – 2 | Den Bosch     | Cambuur Stadion          | 26 de noviembre | 20:00 |

| De Graafschap | 4 – 0 | Oss          | Stadion De Vijverberg    | 22 de noviembre | 20:00 |
| Den Bosch     | 0 – 3 | Excelsior    | Stadion De Vliert        | 22 de noviembre | 20:00 |
| Helmond Sport | 3 – 4 | Eindhoven    | Stadion De Braak         | 22 de noviembre | 20:00 |
| Jong Ajax     | 3 – 0 | Telstar      | Sportpark De Toekomst    | 22 de noviembre | 20:00 |
| Jong AZ       | 3 – 3 | ADO Den Haag | AFAS Trainingscomplex    | 22 de noviembre | 20:00 |
| Jong Utrecht  | 1 – 3 | Roda JC      | Sportcomplex Zoudenbalch | 22 de noviembre | 20:00 |
| Jong PSV      | 1 – 4 | Volendam     | PSV Campus De Herdgang   | 22 de noviembre | 20:00 |
| Maastricht    | 2 – 1 | Dordrecht    | Stadion De Geusselt      | 22 de noviembre | 20:00 |
| Vitesse       | 0 – 6 | Cambuur      | Gelredome                | 22 de noviembre | 20:00 |
| VVV-Venlo     | 0 – 2 | Emmen        | Stadion De Koel          | 22 de noviembre | 20:00 |

| ADO Den Haag  | 2 – 1 | Emmen         | Cars Jeans Stadion         | 29 de noviembre | 20:00 |
| Excelsior     | 2 – 0 | Jong Ajax     | Van Donge & De Roo Stadion | 29 de noviembre | 20:00 |
| Eindhoven     | 1 – 0 | Jong PSV      | Estadio Jan Louwers        | 29 de noviembre | 20:00 |
| Roda JC       | 1 – 1 | Volendam      | Parkstad Limburg Stadion   | 29 de noviembre | 20:00 |
| Telstar       | 2 – 2 | Cambuur       | BUKO Stadion               | 29 de noviembre | 20:00 |
| Vitesse       | 2 – 1 | Helmond Sport | Gelredome                  | 29 de noviembre | 20:00 |
| Oss           | 1 – 1 | Jong Utrecht  | Frans Heesen Stadion       | 30 de noviembre | 16:30 |
| De Graafschap | 3 – 1 | VVV-Venlo     | Stadion De Vijverberg      | 1 de diciembre  | 12:15 |
| Den Bosch     | 2 – 3 | Dordrecht     | Stadion De Vliert          | 1 de diciembre  | 16:45 |
| Jong AZ       | 2 – 3 | Maastricht    | AFAS Trainingscomplex      | 2 de diciembre  | 20:00 |

| Dordrecht     | 3 – 2 | Telstar       | Stadion Krommedijk       | 6 de diciembre | 20:00 |
| Volendam      | 2 – 0 | Jong AZ       | Kras Stadion             | 6 de diciembre | 20:00 |
| Helmond Sport | 0 – 0 | Den Bosch     | Stadion De Braak         | 6 de diciembre | 20:00 |
| Maastricht    | 2 – 2 | Vitesse       | Stadion De Geusselt      | 6 de diciembre | 20:00 |
| VVV-Venlo     | 0 – 0 | Oss           | Stadion De Koel          | 6 de diciembre | 20:00 |
| Cambuur       | 2 – 1 | ADO Den Haag  | Cambuur Stadion          | 7 de diciembre | 16:30 |
| Emmen         | 1 – 1 | Excelsior     | De Oude Meerdijk Stadion | 8 de diciembre | 16:45 |
| Jong Ajax     | 2 – 0 | De Graafschap | Sportpark De Toekomst    | 9 de diciembre | 20:00 |
| Jong Utrecht  | 0 – 4 | Eindhoven     | Sportcomplex Zoudenbalch | 9 de diciembre | 20:00 |
| Jong PSV      | 2 – 3 | Roda JC       | PSV Campus De Herdgang   | 9 de diciembre | 20:00 |

| ADO Den Haag  | 2 – 0 | Maastricht    | Cars Jeans Stadion         | 13 de diciembre | 20:00 |
| De Graafschap | 0 – 2 | Cambuur       | Stadion De Vijverberg      | 13 de diciembre | 20:00 |
| Excelsior     | 0 – 0 | Volendam      | Van Donge & De Roo Stadion | 13 de diciembre | 20:00 |
| Den Bosch     | 1 – 1 | Jong PSV      | Stadion De Vliert          | 13 de diciembre | 20:00 |
| Eindhoven     | 1 – 3 | VVV-Venlo     | Estadio Jan Louwers        | 13 de diciembre | 20:00 |
| Jong AZ       | 1 – 1 | Emmen         | AFAS Trainingscomplex      | 13 de diciembre | 20:00 |
| Roda JC       | 0 – 1 | Dordrecht     | Parkstad Limburg Stadion   | 13 de diciembre | 20:00 |
| Telstar       | 3 – 0 | Helmond Sport | BUKO Stadion               | 13 de diciembre | 20:00 |
| Oss           | 2 – 1 | Jong Ajax     | Frans Heesen Stadion       | 13 de diciembre | 20:00 |
| Vitesse       | 2 – 1 | Jong Utrecht  | Gelredome                  | 13 de diciembre | 20:00 |

### Segunda vuelta
| Dordrecht    | 3 – 3 | Eindhoven     | Stadion Krommedijk       | 20 de diciembre | 20:00 |
| Emmen        | 0 – 3 | Den Bosch     | De Oude Meerdijk Stadion | 20 de diciembre | 20:00 |
| Cambuur      | 0 – 2 | Jong AZ       | Cambuur Stadion          | 20 de diciembre | 20:00 |
| Jong Utrecht | 3 – 1 | Helmond Sport | Sportcomplex Zoudenbalch | 20 de diciembre | 20:00 |
| Jong PSV     | 6 – 4 | Vitesse       | PSV Campus De Herdgang   | 20 de diciembre | 20:00 |
| VVV-Venlo    | 1 – 1 | Excelsior     | Stadion De Koel          | 21 de diciembre | 16:30 |
| Volendam     | 2 – 1 | De Graafschap | Kras Stadion             | 22 de diciembre | 14:30 |
| Maastricht   | 5 – 1 | Telstar       | Stadion De Geusselt      | 22 de diciembre | 14:30 |
| ADO Den Haag | 1 – 0 | Oss           | Cars Jeans Stadion       | 22 de diciembre | 16:45 |
| Jong Ajax    | 3 – 1 | Roda JC       | Sportpark De Toekomst    | 23 de diciembre | 20:00 |

| Excelsior     | 1 – 0 | Dordrecht    | Van Donge & De Roo Stadion | 10 de enero   | 20:00 |
| Oss           | 1 – 0 | Maastricht   | Frans Heesen Stadion       | 10 de enero   | 20:00 |
| Eindhoven     | 1 – 3 | Volendam     | Estadio Jan Louwers        | 10 de enero   | 20:00 |
| Telstar       | 1 – 0 | Jong PSV     | BUKO Stadion               | 12 de enero   | 12:15 |
| Vitesse       | 1 – 4 | VVV-Venlo    | Gelredome                  | 12 de enero   | 16:45 |
| Jong AZ       | 2 – 1 | Jong Ajax    | AFAS Trainingscomplex      | 13 de enero   | 20:00 |
| Roda JC       | 0 – 1 | Cambuur      | Parkstad Limburg Stadion   | 20 de enero   | 20:00 |
| Den Bosch     | 2 – 1 | Jong Utrecht | Stadion De Vliert          | 27 de enero   | 20:00 |
| De Graafschap | 1 – 2 | ADO Den Haag | Stadion De Vijverberg      | 3 de febrero  | 20:00 |
| Helmond Sport | 1 – 2 | Emmen        | Stadion De Braak           | 24 de febrero | 20:00 |

| ADO Den Haag | 3 – 1 | Helmond Sport | Cars Jeans Stadion       | 17 de enero | 20:00 |
| Dordrecht    | 1 – 1 | Jong AZ       | Stadion Krommedijk       | 17 de enero | 20:00 |
| Volendam     | 4 – 0 | Vitesse       | Kras Stadion             | 17 de enero | 20:00 |
| Cambuur      | 1 – 0 | Excelsior     | Cambuur Stadion          | 17 de enero | 20:00 |
| Oss          | 0 – 2 | Roda JC       | Frans Heesen Stadion     | 17 de enero | 20:00 |
| VVV-Venlo    | 1 – 0 | Telstar       | Stadion De Koel          | 17 de enero | 20:00 |
| Maastricht   | 5 – 0 | Den Bosch     | Stadion De Geusselt      | 18 de enero | 16:30 |
| Emmen        | 1 – 2 | Eindhoven     | De Oude Meerdijk Stadion | 19 de enero | 16:45 |
| Jong Ajax    | 4 – 0 | Jong PSV      | Sportpark De Toekomst    | 20 de enero | 20:00 |
| Jong Utrecht | 1 – 1 | De Graafschap | Sportcomplex Zoudenbalch | 20 de enero | 20:00 |

| De Graafschap | 4 – 0 | Emmen        | Stadion De Vijverberg      | 24 de enero | 20:00 |
| Den Bosch     | 1 – 0 | Oss          | Stadion De Vliert          | 24 de enero | 20:00 |
| Eindhoven     | 4 – 2 | Cambuur      | Estadio Jan Louwers        | 24 de enero | 20:00 |
| Volendam      | 3 – 1 | Maastricht   | Kras Stadion               | 24 de enero | 20:00 |
| Roda JC       | 3 – 0 | Jong Utrecht | Parkstad Limburg Stadion   | 24 de enero | 20:00 |
| Vitesse       | 0 – 3 | Dordrecht    | Gelredome                  | 24 de enero | 20:00 |
| Telstar       | 3 – 0 | Jong Ajax    | BUKO Stadion               | 25 de enero | 16:30 |
| Excelsior     | 1 – 0 | ADO Den Haag | Van Donge & De Roo Stadion | 26 de enero | 12:15 |
| Helmond Sport | 2 – 1 | Jong AZ      | Stadion De Braak           | 26 de enero | 16:45 |
| Jong PSV      | 1 – 2 | VVV-Venlo    | PSV Campus De Herdgang     | 27 de enero | 20:00 |

| ADO Den Haag | 2 – 1 | Eindhoven     | Cars Jeans Stadion         | 31 de enero   | 20:00 |
| Den Bosch    | 3 – 0 | Volendam      | Stadion De Vliert          | 31 de enero   | 20:00 |
| Dordrecht    | 1 – 1 | De Graafschap | Stadion Krommedijk         | 31 de enero   | 20:00 |
| Emmen        | 4 – 2 | Jong PSV      | De Oude Meerdijk Stadion   | 31 de enero   | 20:00 |
| Cambuur      | 2 – 1 | Telstar       | Cambuur Stadion            | 31 de enero   | 20:00 |
| Excelsior    | 1 – 3 | Vitesse       | Van Donge & De Roo Stadion | 1 de febrero  | 16:30 |
| Maastricht   | 3 – 2 | Roda JC       | Stadion De Geusselt        | 1 de febrero  | 18:45 |
| Oss          | 1 – 1 | Helmond Sport | Frans Heesen Stadion       | 2 de febrero  | 16:45 |
| Jong AZ      | 3 – 0 | VVV-Venlo     | AFAS Trainingscomplex      | 3 de febrero  | 20:00 |
| Jong Utrecht | 1 – 2 | Jong Ajax     | Sportcomplex Zoudenbalch   | 28 de febrero | 20:00 |

| De Graafschap | 1 – 0 | Den Bosch    | Stadion De Vijverberg    | 7 de febrero  | 20:00 |
| Eindhoven     | 3 – 0 | Oss          | Estadio Jan Louwers      | 7 de febrero  | 20:00 |
| Volendam      | 1 – 2 | ADO Den Haag | Kras Stadion             | 7 de febrero  | 20:00 |
| Roda JC       | 3 – 3 | Jong AZ      | Parkstad Limburg Stadion | 7 de febrero  | 20:00 |
| Helmond Sport | 0 – 1 | Dordrecht    | Stadion De Braak         | 8 de febrero  | 16:30 |
| VVV-Venlo     | 0 – 0 | Maastricht   | Stadion De Koel          | 9 de febrero  | 12:15 |
| Telstar       | 6 – 0 | Jong Utrecht | BUKO Stadion             | 9 de febrero  | 16:45 |
| Jong Ajax     | 3 – 2 | Excelsior    | Sportpark De Toekomst    | 10 de febrero | 20:00 |
| Jong PSV      | 1 – 4 | Cambuur      | PSV Campus De Herdgang   | 10 de febrero | 20:00 |
| Vitesse       | 2 – 0 | Emmen        | Gelredome                | 10 de febrero | 20:00 |

| ADO Den Haag | 1 – 0 | Jong Ajax     | Cars Jeans Stadion         | 14 de febrero | 20:00 |
| Den Bosch    | 0 – 1 | Telstar       | Stadion De Vliert          | 14 de febrero | 20:00 |
| Maastricht   | 2 – 0 | Eindhoven     | Stadion De Geusselt        | 14 de febrero | 20:00 |
| Cambuur      | 1 – 1 | Oss           | Cambuur Stadion            | 14 de febrero | 20:00 |
| Dordrecht    | 2 – 1 | Roda JC       | Stadion Krommedijk         | 14 de febrero | 20:00 |
| Emmen        | 1 – 2 | Volendam      | De Oude Meerdijk Stadion   | 15 de febrero | 16:30 |
| Vitesse      | 2 – 0 | De Graafschap | Gelredome                  | 16 de febrero | 12:15 |
| Excelsior    | 1 – 1 | Helmond Sport | Van Donge & De Roo Stadion | 16 de febrero | 16:45 |
| Jong Utrecht | 0 – 0 | VVV-Venlo     | Sportcomplex Zoudenbalch   | 1 de abril    | 20:00 |
| Jong AZ      | 2 – 2 | Jong PSV      | AFAS Trainingscomplex      | 7 de abril    | 20:00 |

| De Graafschap | 5 – 1 | Jong AZ      | Stadion De Vijverberg    | 21 de febrero | 20:00 |
| Helmond Sport | 3 – 0 | Vitesse      | Stadion De Braak         | 21 de febrero | 20:00 |
| Roda JC       | 0 – 0 | Den Bosch    | Parkstad Limburg Stadion | 21 de febrero | 20:00 |
| Telstar       | 1 – 3 | Excelsior    | BUKO Stadion             | 21 de febrero | 20:00 |
| Oss           | 0 – 4 | Emmen        | Frans Heesen Stadion     | 21 de febrero | 20:00 |
| VVV-Venlo     | 1 – 3 | Volendam     | Stadion De Koel          | 22 de febrero | 16:30 |
| Eindhoven     | 1 – 2 | Jong Utrecht | Estadio Jan Louwers      | 23 de febrero | 12:15 |
| Maastricht    | 1 – 4 | ADO Den Haag | Stadion De Geusselt      | 23 de febrero | 16:45 |
| Jong Ajax     | 1 – 1 | Cambuur      | Sportpark De Toekomst    | 24 de febrero | 20:00 |
| Jong PSV      | 1 – 2 | Dordrecht    | PSV Campus De Herdgang   | 24 de febrero | 20:00 |

| Dordrecht    | 3 – 0 | Emmen         | Stadion Krommedijk         | 28 de febrero | 20:00 |
| Volendam     | 3 – 1 | Helmond Sport | Kras Stadion               | 28 de febrero | 20:00 |
| Jong PSV     | 1 – 2 | De Graafschap | PSV Campus De Herdgang     | 28 de febrero | 20:00 |
| Cambuur      | 5 – 0 | VVV-Venlo     | Cambuur Stadion            | 28 de febrero | 20:00 |
| Vitesse      | 1 – 0 | Maastricht    | Gelredome                  | 1 de marzo    | 16:30 |
| ADO Den Haag | 2 – 1 | Den Bosch     | Cars Jeans Stadion         | 2 de marzo    | 12:15 |
| Excelsior    | 1 – 1 | Roda JC       | Van Donge & De Roo Stadion | 2 de marzo    | 16:45 |
| Jong Ajax    | 0 – 2 | Eindhoven     | Sportpark De Toekomst      | 3 de marzo    | 20:00 |
| Jong AZ      | 1 – 2 | Telstar       | AFAS Trainingscomplex      | 3 de marzo    | 20:00 |
| Jong Utrecht | 1 – 1 | Oss           | Sportcomplex Zoudenbalch   | 3 de marzo    | 20:00 |

| De Graafschap | 2 – 1 | Excelsior    | Stadion De Vijverberg    | 7 de marzo | 20:00 |
| Den Bosch     | 0 – 2 | Cambuur      | Stadion De Vliert        | 7 de marzo | 20:00 |
| Eindhoven     | 3 – 3 | Vitesse      | Estadio Jan Louwers      | 7 de marzo | 20:00 |
| Emmen         | 0 – 1 | ADO Den Haag | De Oude Meerdijk Stadion | 7 de marzo | 20:00 |
| Helmond Sport | 4 – 0 | Maastricht   | Stadion De Braak         | 7 de marzo | 20:00 |
| Jong AZ       | 5 – 1 | Jong Utrecht | AFAS Trainingscomplex    | 7 de marzo | 20:00 |
| Roda JC       | 2 – 1 | Jong PSV     | Parkstad Limburg Stadion | 7 de marzo | 20:00 |
| Telstar       | 5 – 0 | Dordrecht    | BUKO Stadion             | 7 de marzo | 20:00 |
| Oss           | 0 – 2 | Volendam     | Frans Heesen Stadion     | 7 de marzo | 20:00 |
| VVV-Venlo     | 1 – 0 | Jong Ajax    | Stadion De Koel          | 7 de marzo | 20:00 |

| Dordrecht     | 4 – 0 | VVV-Venlo     | Stadion Krommedijk       | 14 de marzo | 20:00 |
| Eindhoven     | 1 – 2 | Excelsior     | Estadio Jan Louwers      | 14 de marzo | 20:00 |
| Emmen         | 2 – 0 | Jong Utrecht  | De Oude Meerdijk Stadion | 14 de marzo | 20:00 |
| Helmond Sport | 1 – 1 | Jong PSV      | Stadion De Braak         | 14 de marzo | 20:00 |
| Maastricht    | 0 – 1 | Jong AZ       | Stadion De Geusselt      | 14 de marzo | 20:00 |
| Telstar       | 3 – 1 | Roda JC       | BUKO Stadion             | 14 de marzo | 20:00 |
| Vitesse       | 0 – 1 | ADO Den Haag  | Gelredome                | 14 de marzo | 20:00 |
| Volendam      | 4 – 1 | Cambuur       | Kras Stadion             | 15 de marzo | 16:30 |
| Oss           | 0 – 2 | De Graafschap | Frans Heesen Stadion     | 16 de marzo | 12:15 |
| Den Bosch     | 3 – 1 | Jong Ajax     | Stadion De Vliert        | 16 de marzo | 16:45 |

| Excelsior     | 3 – 1 | Den Bosch     | Van Donge & De Roo Stadion | 10 de marzo | 20:00 |
| Jong Utrecht  | 0 – 2 | Vitesse       | Sportcomplex Zoudenbalch   | 10 de marzo | 20:00 |
| Jong PSV      | 2 – 2 | Oss           | PSV Campus De Herdgang     | 10 de marzo | 20:00 |
| Cambuur       | 1 – 0 | Dordrecht     | Cambuur Stadion            | 10 de marzo | 20:00 |
| ADO Den Haag  | 0 – 3 | Jong AZ       | Cars Jeans Stadion         | 11 de marzo | 20:00 |
| Volendam      | 3 – 0 | Telstar       | Kras Stadion               | 11 de marzo | 20:00 |
| Jong Ajax     | 0 – 2 | Emmen         | Sportpark De Toekomst      | 11 de marzo | 20:00 |
| Roda JC       | 3 – 2 | Helmond Sport | Parkstad Limburg Stadion   | 11 de marzo | 20:00 |
| De Graafschap | 0 – 0 | Maastricht    | Stadion De Vijverberg      | 22 de marzo | 18:45 |
| VVV-Venlo     | 2 – 2 | Eindhoven     | Stadion De Koel            | 22 de marzo | 21:00 |

| Excelsior    | 3 – 0 | Jong Utrecht  | Van Donge & De Roo Stadion | 28 de marzo | 20:00 |
| Eindhoven    | 2 – 2 | Helmond Sport | Estadio Jan Louwers        | 28 de marzo | 20:00 |
| Maastricht   | 1 – 2 | Emmen         | Stadion De Geusselt        | 28 de marzo | 20:00 |
| Cambuur      | 3 – 2 | De Graafschap | Cambuur Stadion            | 28 de marzo | 20:00 |
| Telstar      | 1 – 0 | Vitesse       | BUKO Stadion               | 28 de marzo | 20:00 |
| Roda JC      | 1 – 4 | VVV-Venlo     | Parkstad Limburg Stadion   | 29 de marzo | 16:30 |
| ADO Den Haag | 2 – 1 | Dordrecht     | Cars Jeans Stadion         | 30 de marzo | 16:45 |
| Jong Ajax    | 0 – 2 | Volendam      | Sportpark De Toekomst      | 31 de marzo | 20:00 |
| Jong AZ      | 1 – 1 | Oss           | AFAS Trainingscomplex      | 31 de marzo | 20:00 |
| Jong PSV     | 2 – 4 | Den Bosch     | PSV Campus De Herdgang     | 31 de marzo | 20:00 |

| Dordrecht     | 3 – 0 | Jong Ajax    | Stadion Krommedijk       | 4 de abril | 20:00 |
| Emmen         | 3 – 0 | Cambuur      | De Oude Meerdijk Stadion | 4 de abril | 20:00 |
| Volendam      | 4 – 0 | Jong PSV     | Kras Stadion             | 4 de abril | 20:00 |
| Maastricht    | 1 – 2 | Excelsior    | Stadion De Geusselt      | 4 de abril | 20:00 |
| Oss           | 2 – 1 | VVV-Venlo    | Frans Heesen Stadion     | 4 de abril | 20:00 |
| Vitesse       | 2 – 2 | Jong AZ      | Gelredome                | 4 de abril | 20:00 |
| Helmond Sport | 2 – 2 | Telstar      | Stadion De Braak         | 5 de abril | 16:30 |
| Den Bosch     | 2 – 2 | Eindhoven    | Stadion De Vliert        | 6 de abril | 12:15 |
| De Graafschap | 2 – 0 | Roda JC      | Stadion De Vijverberg    | 6 de abril | 16:45 |
| Jong Utrecht  | 1 – 1 | ADO Den Haag | Sportcomplex Zoudenbalch | 7 de abril | 20:00 |

| Excelsior | 2 – 0 | Oss           | Van Donge & De Roo Stadion | 11 de abril | 20:00 |
| Eindhoven | 1 – 0 | De Graafschap | Estadio Jan Louwers        | 11 de abril | 20:00 |
| Roda JC   | 1 – 0 | Emmen         | Parkstad Limburg Stadion   | 11 de abril | 20:00 |
| Telstar   | 1 – 1 | ADO Den Haag  | BUKO Stadion               | 11 de abril | 20:00 |
| Dordrecht | 4 – 0 | Den Bosch     | Stadion Krommedijk         | 12 de abril | 16:30 |
| Cambuur   | 3 – 1 | Jong Utrecht  | Cambuur Stadion            | 13 de abril | 12:15 |
| VVV-Venlo | 4 – 1 | Helmond Sport | Stadion De Koel            | 13 de abril | 16:45 |
| Jong Ajax | 1 – 1 | Vitesse       | Sportpark De Toekomst      | 14 de abril | 20:00 |
| Jong AZ   | 0 – 1 | Volendam      | AFAS Trainingscomplex      | 14 de abril | 20:00 |
| Jong PSV  | 3 – 2 | Maastricht    | PSV Campus De Herdgang     | 14 de abril | 20:00 |

| Den Bosch     | 0 – 0 | VVV-Venlo    | Stadion De Vliert        | 18 de abril | 20:00 |
| Eindhoven     | 0 – 4 | Telstar      | Estadio Jan Louwers      | 18 de abril | 20:00 |
| Emmen         | 1 – 4 | Jong AZ      | De Oude Meerdijk Stadion | 18 de abril | 20:00 |
| Helmond Sport | 1 – 1 | Cambuur      | Stadion De Braak         | 18 de abril | 20:00 |
| Maastricht    | 5 – 0 | Jong Utrecht | Stadion De Geusselt      | 18 de abril | 20:00 |
| Vitesse       | 3 – 0 | Roda JC      | Gelredome                | 19 de abril | 16:30 |
| Oss           | 2 – 0 | Dordrecht    | Frans Heesen Stadion     | 19 de abril | 18:45 |
| De Graafschap | 2 – 0 | Jong Ajax    | Stadion De Vijverberg    | 19 de abril | 21:00 |
| ADO Den Haag  | 3 – 2 | Jong PSV     | Cars Jeans Stadion       | 20 de abril | 14:30 |
| Volendam      | 1 – 4 | Excelsior    | Kras Stadion             | 20 de abril | 16:45 |

| Roda JC      | 1 – 1 | ADO Den Haag  | Parkstad Limburg Stadion   | 24 de abril | 20:00 |
| Dordrecht    | 3 – 0 | Maastricht    | Stadion Krommedijk         | 25 de abril | 20:00 |
| Cambuur      | 2 – 1 | Vitesse       | Cambuur Stadion            | 25 de abril | 20:00 |
| Telstar      | 3 – 2 | Oss           | BUKO Stadion               | 25 de abril | 20:00 |
| Excelsior    | 2 – 0 | Emmen         | Van Donge & De Roo Stadion | 27 de abril | 16:45 |
| VVV-Venlo    | 3 – 1 | De Graafschap | Stadion De Koel            | 28 de abril | 20:00 |
| Jong Ajax    | 1 – 0 | Helmond Sport | Sportpark De Toekomst      | 28 de abril | 20:00 |
| Jong AZ      | 0 – 0 | Den Bosch     | AFAS Trainingscomplex      | 28 de abril | 20:00 |
| Jong Utrecht | 2 – 3 | Volendam      | Sportcomplex Zoudenbalch   | 28 de abril | 20:00 |
| Jong PSV     | 0 – 2 | Eindhoven     | PSV Campus De Herdgang     | 28 de abril | 20:00 |

| ADO Den Haag  | 3 – 4 | Cambuur       | Cars Jeans Stadion         | 2 de mayo | 20:00 |
| De Graafschap | 2 – 1 | Telstar       | Stadion De Vijverberg      | 2 de mayo | 20:00 |
| Excelsior     | 5 – 0 | Jong PSV      | Van Donge & De Roo Stadion | 2 de mayo | 20:00 |
| Den Bosch     | 1 – 0 | Helmond Sport | Stadion De Vliert          | 2 de mayo | 20:00 |
| Eindhoven     | 2 – 4 | Jong AZ       | Estadio Jan Louwers        | 2 de mayo | 20:00 |
| Emmen         | 2 – 1 | VVV-Venlo     | De Oude Meerdijk Stadion   | 2 de mayo | 20:00 |
| Volendam      | 3 – 2 | Roda JC       | Kras Stadion               | 2 de mayo | 20:00 |
| Jong Utrecht  | 1 – 0 | Dordrecht     | Sportcomplex Zoudenbalch   | 2 de mayo | 20:00 |
| Maastricht    | 1 – 0 | Jong Ajax     | Stadion De Geusselt        | 2 de mayo | 20:00 |
| Oss           | 2 – 2 | Vitesse       | Frans Heesen Stadion       | 2 de mayo | 20:00 |

| Dordrecht     | 4 – 1 | Volendam      | Stadion Krommedijk       | 9 de mayo | 20:00 |
| Helmond Sport | 1 – 4 | De Graafschap | Stadion De Braak         | 9 de mayo | 20:00 |
| Jong Ajax     | 0 – 0 | Oss           | Sportpark De Toekomst    | 9 de mayo | 20:00 |
| Jong AZ       | 2 – 1 | Excelsior     | AFAS Trainingscomplex    | 9 de mayo | 20:00 |
| Jong PSV      | 3 – 1 | Jong Utrecht  | PSV Campus De Herdgang   | 9 de mayo | 20:00 |
| Roda JC       | 0 – 1 | Eindhoven     | Parkstad Limburg Stadion | 9 de mayo | 20:00 |
| Cambuur       | 1 – 0 | Maastricht    | Cambuur Stadion          | 9 de mayo | 20:00 |
| Telstar       | 3 – 0 | Emmen         | BUKO Stadion             | 9 de mayo | 20:00 |
| Vitesse       | 3 – 1 | Den Bosch     | Gelredome                | 9 de mayo | 20:00 |
| VVV-Venlo     | 2 – 7 | ADO Den Haag  | Stadion De Koel          | 9 de mayo | 20:00 |

### Tabla de resultados cruzados
| Local \ Visitante | ADO | CAM | GRA | DEN | DOR | EIN | EMM | EXC | HEL | JAJ | JAZ | JPS | JUT | MVV | OSS | RJC | TEL | VVV | VIT | VOL |
| ----------------- | --- | --- | --- | --- | --- | --- | --- | --- | --- | --- | --- | --- | --- | --- | --- | --- | --- | --- | --- | --- |
| ADO Den Haag      | —   | 3–4 | 1–2 | 2–1 | 2–1 | 2–1 | 2–1 | 0–5 | 3–1 | 1–0 | 0–3 | 3–2 | 1–1 | 2–0 | 1–0 | 3–0 | 1–1 | 1–1 | 2–0 | 2–3 |
| Cambuur           | 2–1 | —   | 3–2 | 1–2 | 1–0 | 2–0 | 1–3 | 1–0 | 0–1 | 0–1 | 0–2 | 1–0 | 3–1 | 1–0 | 1–1 | 0–0 | 2–1 | 5–0 | 2–1 | 1–2 |
| De Graafschap     | 1–2 | 0–2 | —   | 1–0 | 4–1 | 2–0 | 4–0 | 2–1 | 2–3 | 2–0 | 5–1 | 3–1 | 2–2 | 0–0 | 4–0 | 2–0 | 2–1 | 3–1 | 3–1 | 4–3 |
| Den Bosch         | 2–0 | 0–2 | 2–2 | —   | 2–3 | 2–2 | 1–0 | 0–3 | 1–0 | 3–1 | 6–0 | 1–1 | 2–0 | 1–1 | 1–0 | 1–1 | 0–1 | 0–0 | 4–2 | 3–0 |
| Dordrecht         | 1–1 | 2–0 | 1–1 | 4–0 | —   | 3–3 | 3–0 | 2–2 | 4–0 | 3–0 | 1–1 | 2–0 | 3–1 | 3–0 | 2–2 | 2–1 | 3–2 | 2–0 | 2–2 | 4–1 |
| Eindhoven         | 0–4 | 4–2 | 1–0 | 2–0 | 0–0 | —   | 0–3 | 1–2 | 2–2 | 0–3 | 2–4 | 1–0 | 1–2 | 1–1 | 3–0 | 0–0 | 0–4 | 1–3 | 3–3 | 1–3 |
| Emmen             | 0–1 | 3–0 | 3–0 | 0–3 | 1–2 | 1–2 | —   | 1–1 | 0–0 | 4–2 | 1–4 | 4–2 | 2–0 | 1–1 | 2–0 | 1–3 | 0–1 | 2–1 | 3–3 | 1–2 |
| Excelsior         | 1–0 | 0–1 | 3–1 | 3–1 | 1–0 | 2–0 | 2–0 | —   | 1–1 | 2–0 | 4–2 | 5–0 | 3–0 | 3–2 | 2–0 | 1–1 | 3–2 | 4–0 | 1–3 | 0–0 |
| Helmond Sport     | 2–1 | 1–1 | 1–4 | 0–0 | 0–1 | 3–4 | 1–2 | 0–1 | —   | 1–1 | 2–1 | 1–1 | 1–1 | 4–0 | 1–0 | 2–1 | 2–2 | 3–0 | 3–0 | 2–3 |
| Jong Ajax         | 0–0 | 1–1 | 2–0 | 1–2 | 0–1 | 0–2 | 0–2 | 3–2 | 1–0 | —   | 1–2 | 4–0 | 0–0 | 0–0 | 0–0 | 3–1 | 3–0 | 0–1 | 1–1 | 0–2 |
| Jong AZ           | 3–3 | 2–3 | 2–2 | 0–0 | 3–2 | 2–3 | 1–1 | 2–1 | 2–3 | 2–1 | —   | 2–2 | 5–1 | 2–3 | 1–1 | 6–1 | 1–2 | 3–0 | 0–1 | 0–1 |
| Jong PSV          | 2–2 | 1–4 | 1–2 | 2–4 | 1–2 | 0–2 | 2–3 | 1–3 | 1–3 | 2–2 | 2–1 | —   | 3–1 | 3–2 | 2–2 | 2–3 | 0–2 | 1–2 | 6–4 | 1–4 |
| Jong Utrecht      | 1–1 | 0–4 | 1–1 | 0–3 | 1–0 | 0–4 | 1–2 | 0–0 | 3–1 | 1–2 | 0–1 | 0–2 | —   | 4–3 | 1–1 | 1–3 | 1–1 | 0–0 | 0–2 | 2–3 |
| MVV Maastricht    | 1–4 | 0–1 | 0–0 | 5–0 | 2–0 | 2–0 | 1–2 | 1–2 | 1–2 | 1–0 | 0–1 | 3–2 | 5–0 | —   | 2–2 | 3–2 | 5–1 | 2–0 | 2–2 | 2–2 |
| Oss               | 1–5 | 1–0 | 0–2 | 1–0 | 2–0 | 0–4 | 0–4 | 3–1 | 1–1 | 2–1 | 2–1 | 0–3 | 1–1 | 1–0 | —   | 0–2 | 1–1 | 2–1 | 2–2 | 0–2 |
| Roda JC           | 1–1 | 0–1 | 1–4 | 0–0 | 0–1 | 0–1 | 1–0 | 3–0 | 3–2 | 2–1 | 3–3 | 2–1 | 3–0 | 1–0 | 0–0 | —   | 1–0 | 1–4 | 3–0 | 1–1 |
| Telstar           | 1–1 | 2–2 | 2–2 | 0–0 | 5–0 | 0–3 | 3–0 | 1–3 | 3–0 | 3–0 | 0–0 | 1–0 | 6–0 | 4–0 | 3–2 | 3–1 | —   | 4–0 | 1–0 | 2–2 |
| VVV-Venlo         | 2–7 | 0–1 | 3–1 | 1–2 | 2–3 | 2–2 | 0–2 | 1–1 | 4–1 | 1–0 | 0–1 | 0–2 | 3–2 | 0–0 | 0–0 | 1–1 | 1–0 | —   | 0–1 | 1–3 |
| Vitesse           | 0–1 | 0–6 | 2–0 | 3–1 | 0–3 | 1–1 | 2–0 | 1–1 | 2–1 | 2–2 | 2–2 | 1–3 | 2–1 | 1–0 | 0–0 | 3–0 | 2–3 | 1–4 | —   | 1–2 |
| Volendam          | 1–2 | 4–1 | 2–1 | 3–2 | 2–0 | 4–1 | 0–1 | 1–4 | 3–1 | 3–0 | 2–0 | 4–0 | 2–0 | 3–1 | 4–0 | 3–2 | 3–0 | 2–4 | 4–0 | —   |

## Play-off de ascenso-descenso
Siete equipos, seis de la Eerste Divisie 2024-25 y uno de la Eredivisie, jugarán por un puesto en la Eredivisie 2025-26. Los seis equipos restantes, jugarán en la Eerste Divisie 2025-26. El equipo con menor puntuación o el equipo de la Eredivisie, jugará de local en el partido de ida.
|  | Cuartos de final | Cuartos de final | Cuartos de final | Cuartos de final | Cuartos de final |   |       | Semifinales   | Semifinales | Semifinales | Semifinales | Semifinales |   |  | Final | Final | Final | Final | Final |  |
|  |                  |                  |                  |                  |                  |   |       |               |             |             |             |             |   |  |       |       |       |       |       |  |
|  |                  |                  |                  |                  |                  |   |       |               |             |             |             |             |   |  |       |       |       |       |       |  |
|  | 5                | Dordrecht        | 0                | 2                | 2                |   |       |               |             |             |             |             |   |  |       |       |       |       |       |  |
|  | 5                | Dordrecht        | 0                | 2                | 2                |   |       |               |             |             |             |             |   |  |       |       |       |       |       |  |
|  | 6                | De Graafschap    | 0                | 0                | 0                |   |       |               |             |             |             |             |   |  |       |       |       |       |       |  |
|  | 6                | De Graafschap    | 0                | 0                | 0                |   | 16    | Willem II (p) | 1           | 3           | 4 (5)       |             |   |  |       |       |       |       |       |  |
|  |                  |                  |                  |                  |                  |   | 16    | Willem II (p) | 1           | 3           | 4 (5)       |             |   |  |       |       |       |       |       |  |
|  |                  |                  | 5                | Dordrecht        | 2                | 2 | 4 (4) |               |             |             |             |             |   |  |       |       |       |       |       |  |
|  |                  |                  | 5                | Dordrecht        | 2                | 2 | 4 (4) |               |             |             |             |             |   |  |       |       |       |       |       |  |
|  |                  |                  |                  |                  |                  |   |       |               |             |             |             |             |   |  |       |       |       |       |       |  |
|  |                  |                  |                  |                  |                  |   |       |               |             |             |             |             |   |  |       |       |       |       |       |  |
|  |                  |                  |                  |                  |                  |   |       |               | 16          | Willem II   | 2           | 1           | 3 |  |       |       |       |       |       |  |
|  |                  |                  |                  |                  |                  |   |       |               |             |             |             |             | 3 |  |       |       |       |       |       |  |
|  |                  |                  | 7                | Telstar          | 2                | 3 | 5     |               |             |             |             |             |   |  |       |       |       |       |       |  |
|  | 4                | ADO Den Haag     | 7                | Telstar          | 2                | 3 | 5     | 0             | 0           | 0           |             |             |   |  |       |       |       |       |       |  |
|  | 4                | ADO Den Haag     |                  |                  |                  |   |       |               |             | 0           |             |             |   |  |       |       |       |       |       |  |
|  | 7                | Telstar          | 2                | 1                | 3                |   |       |               |             |             |             |             |   |  |       |       |       |       |       |  |
|  | 7                | Telstar          | 2                | 1                | 3                |   | 7     | Telstar       | 0           | 2           | 2           |             |   |  |       |       |       |       |       |  |
|  |                  |                  |                  |                  |                  |   | 7     | Telstar       | 0           | 2           | 2           |             |   |  |       |       |       |       |       |  |
|  |                  |                  | 9                | Den Bosch        | 0                | 1 | 1     |               |             |             |             |             |   |  |       |       |       |       |       |  |
|  | 3                | Cambuur          | 9                | Den Bosch        | 0                | 1 | 1     | 0             | 1           | 1           |             |             |   |  |       |       |       |       |       |  |
|  | 3                | Cambuur          |                  |                  |                  |   |       |               |             | 1           |             |             |   |  |       |       |       |       |       |  |
|  | 9                | Den Bosch        | 1                | 1                | 2                |   |       |               |             |             |             |             |   |  |       |       |       |       |       |  |
|  | 9                | Den Bosch        | 1                | 1                | 2                |   |       |               |             |             |             |             |   |  |       |       |       |       |       |  |
|  |                  |                  |                  |                  |                  |   |       |               |             |             |             |             |   |  |       |       |       |       |       |  |

## Datos y estadísticas

### Récords
- Primer gol de la temporada:
- Último gol de la temporada:
- Gol más rápido:
- Gol más cercano al final del encuentro:
- Mayor número de goles marcados en un partido:
- Partido con más espectadores:
- Partido con menos espectadores:
- Mayor victoria local:
- Mayor victoria visitante:

### Máximos goleadores
Actualizado el 9 de mayo de 2025.
| Pos. | Jugador              | Equipo    | Goles | Part. | Prom. |
| ---- | -------------------- | --------- | ----- | ----- | ----- |
| 1    | Henk Veerman         | Volendam  | 26    | 37    | 0.7   |
| 2    | Youssef El Kachati   | Telstar   | 19    | 37    | 0.51  |
| 3    | Robert Mühren        | Volendam  | 18    | 35    | 0.51  |
| 4    | Zakaria Eddahchouri  | Telstar   | 17    | 23    | 0.74  |
| 5    | Remco Balk           | Cambuur   | 17    | 37    | 0.46  |
| 6    | Ro-Zangelo Daal      | Jong AZ   | 15    | 31    | 0.48  |
| 7    | Anthony Van Den Hurk | Helmond   | 15    | 34    | 0.44  |
| 8    | Tai Abed             | Jong PSV  | 14    | 34    | 0.41  |
| 9    | Kelian Nsona         | Emmen     | 13    | 38    | 0.34  |
| 10   | Devin Haen           | Dordrecht | 12    | 34    | 0.35  |

### Máximos asistentes
Actualizado el 9 de mayo de 2025.
| Pos. | Jugador               | Equipo         | Asist. | Part. | Prom. |
| ---- | --------------------- | -------------- | ------ | ----- | ----- |
| 1    | Bilal Ould-Chikh      | Volendam       | 20     | 38    | 0.53  |
| 2    | Boris van Schuppen    | Eindhoven      | 12     | 33    | 0.36  |
| 3    | Daryl Van Mieghem     | ADO Den Haag   | 11     | 34    | 0.32  |
| 4    | Henk Veerman          | Volendam       | 10     | 37    | 0.27  |
| 5    | Byron Burgering       | Den Bosch      | 10     | 38    | 0.26  |
| 6    | Lance Duijvestijn     | Excelsior      | 9      | 23    | 0.39  |
| 7    | Bryan Smeets          | MVV Maastricht | 9      | 34    | 0.26  |
| =    | Jeff Hardeveld        | Telstar        | 9      | 34    | 0.26  |
| 9    | Elijah Dijkstra       | Jong AZ        | 8      | 26    | 0.31  |
| 10   | Achraf El Bouchataoui | Eindhoven      | 8      | 29    | 0.28  |

### Autogoles
| Fecha | Jugador | Minuto | Local | Resultado | Visitante | Jornada |
| ----- | ------- | ------ | ----- | --------- | --------- | ------- |

| Datos actualizados a 28 de febrero de 2023 |

### Hat-tricks o pókers
Aquí se encuentra la lista de hat-tricks y póker de goles (en general, tres o más goles marcados por un jugador en un mismo encuentro) conseguidos en la temporada.
| Fecha | Jugador | Goles | Local | Resultado | Visitante | Jornada |
| ----- | ------- | ----- | ----- | --------- | --------- | ------- |

## Premios

### Premios mensuales
| Mes | Entrenador del mes | Entrenador del mes | Jugador del mes | Jugador del mes | Gol del mes | Gol del mes | Atajada del mes | Atajada del mes |
| Mes | Técnico            | Equipo             | Jugador         | Equipo          | Jugador     | Equipo      | Jugador         | Equipo          |
| --- | ------------------ | ------------------ | --------------- | --------------- | ----------- | ----------- | --------------- | --------------- |

## Fichajes

### Fichajes más caros del mercado de verano
| Jugador             | Club de destino    | Club de origen | Precio (€) | Ref. |
| ------------------- | ------------------ | -------------- | ---------- | ---- |
| Lennard Hartjes     | Excelsior Rotérdam | Feyenoord      | 250.000    |      |
| Lee Bonis           | ADO Den Haag       | Larne          | 250.000    |      |
| Arjen van der Heide | De Graafschap      | Roda JC        | 200.000    |      |
| Nesto Groen         | Excelsior Rotérdam | Feyenoord U21  | 200.000    |      |
| Agon Sadiku         | Emmen              | Rosenborg      | 150.000    |      |

| Datos actualizados a 27 de septiembre de 2024. Fuentes: |

### Fichajes más caros del mercado de invierno
| Jugador | Club de destino | Club de origen | Precio (€) |
| ------- | --------------- | -------------- | ---------- |

| Datos actualizados a 28 de febrero de 2023. Fuentes: |